# Borsod-Abaúj-Zemplén
Borsod-Abaúj-Zemplén é um condado (megye em húngaro) da Hungria. Sua capital é a cidade de Miskolc.